# Philgamia denticulata
Philgamia denticulata är en tvåhjärtbladig växtart som beskrevs av Arenes. Philgamia denticulata ingår i släktet Philgamia och familjen Malpighiaceae. Inga underarter finns listade i Catalogue of Life.